# Jonestown (contea di Columbia, Pennsylvania)
Jonestown è un census-designated place (CDP) degli Stati Uniti d'America, situato nello stato della Pennsylvania, nella contea di Columbia.